# ان‌جی‌سی ۳۸۱۰
ان‌جی‌سی ۳۸۱۰ گونه‌ای از کهکشان‌های مارپیچی است که در صورت فلکی لئو واقع شده‌است. این کهکشان در فاصله حدود ۵۰ میلیون سال نوری از زمین واقع شده‌است، که با توجه به ابعاد ظاهری آن، به معنای آن است که ان‌جی‌سی ۳۸۱۰ حدود ۶۰۰۰۰ سال نوری عرض دارد. این کهکشان توسط ویلیام هرشل در ۱۵ مارس ۱۷۸۴ کشف شد.

## نگارخانه

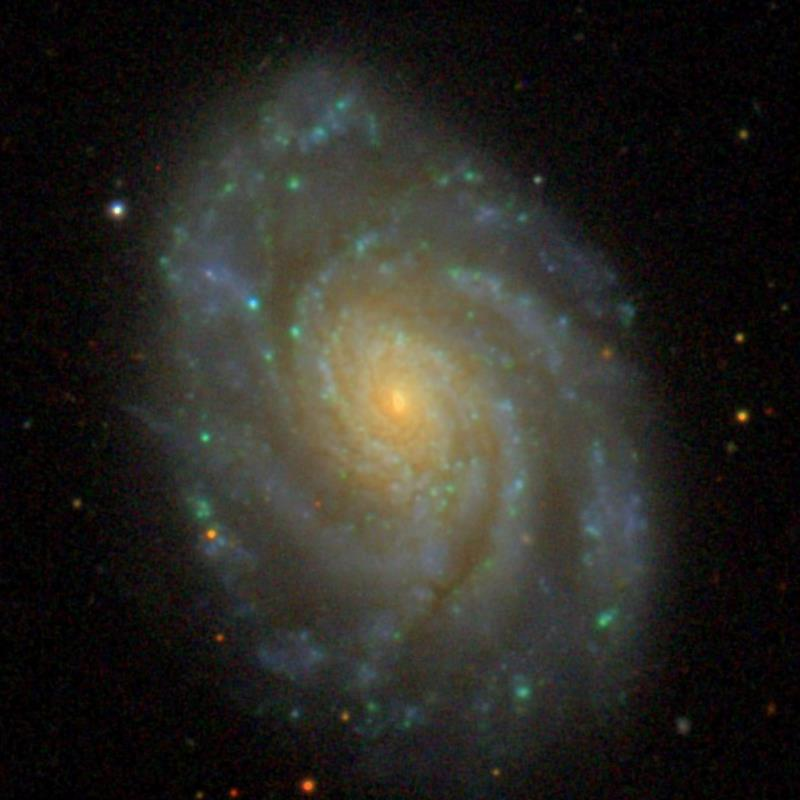
NGC 3810 (SDSS DR14)
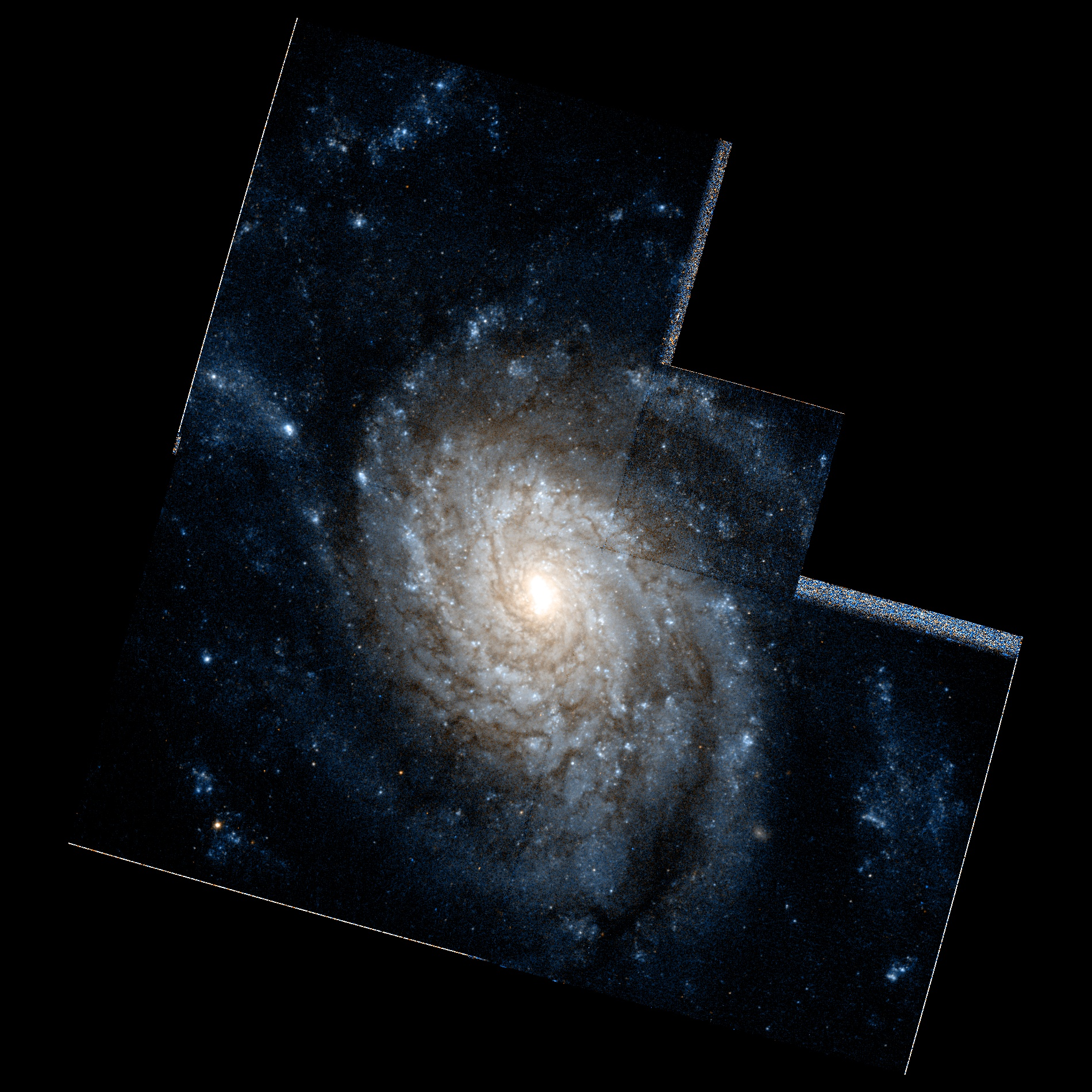
NGC 3810 ( HST )